# Presidenza degli affari religiosi
La Presidenza degli Affari Religiosi (in turco: Diyanet İşleri Başkanlığı), è un'amministrazione creata il 3 marzo 1924 dalla legge n. 429 su ordine di Atatürk e dall'articolo 136 della Costituzione della Turchia dalla Grande Assemblea Nazionale della Turchia, come successore dello Shaykh al-Islām dopo l'abolizione del Califfato Ottomano. La sua funzione costituzionale era in origine volta ad esercitare la supervisione statale sugli affari religiosi in Turchia, in maniera da assicurare che la religione non mettesse in discussione l'identità secolare della Repubblica Turca.
Secondo diversi osservatori (David Lepeska, Svante Cornell), tale funzione del Diyanet è cambiata da quando il Partito della Giustizia e dello Sviluppo (AKP) è salito al potere nel 2002, diventando piuttosto quella di promuovere l'islam sunnita hanafita, confessione maggioritaria della Turchia, sostenendo uno stile di vita tradizionale in patria e promuovendo l'islam turco all'estero. In effetti, su impulso dell'AKP, il Diyanet è stato notevolmente potenziato a partire dal 2010-2011, infatti come effetto di ciò dal 2006 al 2015 il suo budget è quadruplicato e il personale è raddoppiato raggiungendo i 150.000 dipendenti.

## Funzioni e Attività
L'articolo 136 della Costituzione turca del 1982 definisce il quadro generale delle funzioni del Diyanet:
« Situato nell'amministrazione generale il Diyanet : 
- in conformità con il principio di laicità,
- restando neutro a tutti i punti di vista e idee politiche,
- nel rispetto della solidarietà e coesione nazionale,

esercita le sue funzioni nel quadro delle leggi votate dall'Assemblea »
Direttamente dipendente dal governo e dal Primo ministro, il Diyanet ha come obiettivo:
- occuparsi delle attività legate ai credenti della religione islamica,
- chiarire alla società in materia religiosa, sul culto e la morale dell'Islam,
- gestire i luoghi di culto.

Come specificato dalla legge, i compiti del Diyanet sono “eseguire opere concerenti fede, devozione ed etica dell'islam, istruire il pubblico sulla loro religione ed amministrare i luoghi sacri di preghiera”..
Il Diyanet pubblica un sermone settimanale consegnato alle 85.000 moschee della nazione ed a più di 2.000 moschee all'estero che funzionano sotto la sua direzione. Inoltre fornisce educazione coranica per bambini e forma ed impiega tutti gli imam della Turchia, che sono considerati come impiegati pubblici.
Esso è stato tuttavia criticato per ignorare il credo del 33–40% della popolazione della Turchia che non è musulmana sunnita hanafita.
Nel 1984, il Diyanet aprì una sede in Germania (Diyanet İşleri Türk İslam Birliği, or DİTİB) per servire alle necessità religiose della consistente minoranza turca in Germania.
Inoltre, nel 2012 ha aperto una stazione televisiva, che attualmente trasmette h24, ed ha anche esteso l'educazione coranica alle giovani età ed ai collegi, "consentendo la piena immersione di giovani in uno stile di vita religioso". Dal 2011 il Diyanet fornisce anche pareri religiosi su richiesta.

## Trasformazione del Diyanet
Dal 2010-2011, il Diyanet ha iniziato la sua trasformazione in una "enorme burocrazia del governo per la promozione dell'islam sunnita".
Il presidente del Diyanet Ali Bardakoğlu, che era stato nominato da un presidente secolarista, fu destituito alla fine del 2010 e sostituito da Mehmet Görmez.
Sotto il governo dell'AKP, il budget del Diyanet è quadruplicato fino ad oltre 2 miliardi di USD nel 2015, rendendo la sua disponibilità di budget 40% maggiore di quella del Ministro degli Interni ed uguale a quelle dei Ministeri degli Esteri, Energia e Cultura e turismo messi insieme.
Attualmente impiega tra 120.000 e 150.000 dipendenti, guida scuole per la formazione degli imam (İmam Hatip), e offre corsi coranici.
Le riforme effettuate nel 2012 hanno portato a quella che un commentatore turco chiamò come "la cancellazione pratica di una delle più importanti leggi della rivoluzione di Atatürk: l'unità dell'educazione (Tevhid-i Tedrisat)".
Nel 2012, il Presidente turco Abdullah Gül visitò l'istituzione e disse “è senza dubbio tra i principali doveri del Direttorato degli Affari Religiosi [cioè il Diyanet] insegnare la nostra religione al nostro popolo nella maniera più corretta, chiara e concisa possibile, e tenerli lontani dalla superstizione ”.
Il Diyanet è stato accusato di essere strumentale al partito di governo AKP, e di effettuare spese di lusso, come un'auto costosa ed una jacuzzi per il suo presidente Mehmet Görmez.
A seguito del tentativo di colpo di Stato del luglio 2016, il Presidente Recep Tayyip Erdoğan ha rimosso 492 ufficiali religiosi dal Diyanet. Sempre nel 2016, il Diyanet ha istruito imam religiosi per raccogliere informazioni dettagliate sul movimento golpista di Gülen. Esso ha presentato 50 report di intelligence da 38 Paesi al Parlamento turco.
Nel 2017, è stato sostenuto che "l'implicazione del Diyanet nella politica interna ed estera turca apre un nuovo capitolo nel crescente autoritarismo di Erdoğan".
Nel 2018 Mustafa Çağrıcı sostenne che “l'attuale Diyanet ha una visione del mondo più islamista ed araba”.

## Pronunciamenti
Fino al 2010, sotto la direzione di Bardakoglu, il Diyanet assunse alcune posizioni progressiste su temi eticamente sensibili, discostandosi dalla tradizione:
- nel 2005 il Diyanet nominò 450 donne come Vaizes, una carica superiore a quella di Imam[18];
- nel 2005, il Diyanet espresse parere favorevole sulla liceità di fertilizzazione in vitro e pillola contraccettiva[12][19];
- nel 2006, il Papa Benedetto XVI arrivò in papamobile nel Diyanet, incontrando il suo presidente Ali Bardakoğlu e vari leader musulmani turchi[20];
- nel 2010, mentre l'AKP mise fine al divieto di indossare l'hijab, Bardakoğlu rifiutò di raccomandare che le donne musulmane indossassero l'hijab, dicendo che la religione non lo richiedesse[7]; successivamente fu rimosso dall'incarico.

Il successore di Bardakoglu, Mehmet Gormez, sostenne invece una visione più tradizionalista. Inoltre, dal 2011, il Diyanet iniziò ad offrire il servizio di fornire fatwe su richiesta sul proprio sito internet. Da allora il loro numero è rapidamente aumentato:
- nell'anno 2015, tra le attività che il Diyanet definì come proibite dall'islam (haram) vi furono: "dar da mangiare ai cani in casa, celebrare il capodanno occidentale, le lotterie, i tatuaggi"[7]; va precisato che, sebbene il Diyanet sia un'istituzione del governo, le sue fatwe non hanno forza di legge in Turchia[7];
- nell'aprile 2015 una fatwa del Diyanet, ripresa dai giornali internazionali, dichiarò lecito l'uso della carta igienica, pur enfatizzando che l'acqua dovrebbe essere la fonte primaria di pulizia[7][21];
- nel 2015, il presidente del Diyanet Gormez definì pubblicamente il Papa Francesco "immorale" per la sua posizione sul genocidio armeno[7];
- nel gennaio 2016, una fatwa del Diyanet, che suscitò critiche da una parte dell'opinione pubblica turca, dichiarava che le coppie di fidanzati non dovrebbero tenersi per mano o trascorrere tempo da soli durante il loro periodo di fidanzamento[22][23];
- nel gennaio 2016 nacque una polemica a causa di una fatwa apparsa nella sezione dedicata del sito web del Diyanet. In risposta a una domanda di un lettore, se un matrimonio diventasse invalido dal punto di vista religioso se l'uomo provasse desiderio sessuale per sua figlia, il Diyanet replicò che non ci fosse consenso in materia tra i diversi madhhab sunniti: "per alcuni, un padre che baci sua figlia con lussuria o la accarezzi con desiderio non ha effetto sul matrimonio dell'uomo", ma osservando che per la scuola hanafita la madre sarebbe diventata haram per un tale uomo. Ne seguì una tempesta mediatica con decine di utenti che inviarono mail alla Presidenza delle Telecomunicazioni, accusando il Diyanet di incoraggiare l'abuso sui minori. Il Diyanet rimosse la risposta dal suo sito web, sostituendo la pagina della fatwa con la dicitura “in riparazione”. Successivamente pubblicò una dichiarazione ufficiale alla stampa, indicando che la sua risposta era stata distorta con “trucchi di astuzia e giochi di parole” per discreditare l'istituzione, e che avrebbe indetto un'azione legale contro le citazioni giornalistiche della risposta[23][24];
- nel febbraio 2018, il Diyanet dichiarò che usare la mano sinistra per mangiare o bere non è raccomandabile, avvertendo che "i diavoli mangiano e bevono con la loro mano sinistra", ma aggiunse anche che persone con disabilità fisica possano usare la loro mano sinistra se necessario[25];
- nel 2018 il Diyanet ha suggerito ai cittadini di effettuare digiuno da internet durante il Ramadan, sospendendo l'uso di tecnologie come smartphone, laptop e social media.[26]

## Diyanet e laicità
Benché delle riforme nel senso della lacitià siano state compiute sotto Atatürk (abolizione del califfato, ecc.), la Turchia non è uno Stato strettamente laico, in quanto non vi è separazione tra la religione e lo Stato, ma piuttosto la religione è messa sotto tutela da parte dello Stato, anche se ciascuno resta libero di credere. La religione è riportata sulle carte d'identità, e la Presidenza degli affari religiosi (Diyanet) è un'istituzione pubblica che utilizza l'islam per legittimare lo Stato e gestisce in proprio le 77.500 moschee del Paese.
Questo organismo pubblico, fondato da Atatürk il 3 marzo 1924, finanzia unicamente il culto musulmano sunnita, mentre i culti non sunniti devono assicurarsi una copertura finanziaria autonoma, quando non incontrano ostacoli amministrativi. Nella raccolta delle imposte tutti i cittadini turchi sono uguali, in quanto il tasso di imposizione non dipende dalla confessione religiosa, tuttavia i cittadini turchi non sono uguali davanti all'utilizzo delle imposte, in quanto il Diyanet, il cui bilancio supera i 2,5 miliardi di USD (dato 2012), finanzia esclusivamente il culto musulmano sunnita.
Questa situazione pone anche un problema di tipo teologico, in quanto l'islam prescrive sotto la nozione di haram che bisogna « dare la giusta misura e il buon peso in piena giustizia » (Corano, Sura 6, versetto 152). Ciò dipende dal fatto che la maggioranza dei musulmani turchi si dichiarano sunniti, seguendo la tradizione, o sunna, del profeta. A questo titolo i sunniti considerano le altre correnti come eretiche. Dunque attraverso le imposte il Diyanet utilizza le risorse dei cittadini non sunniti per finanziare la sua amministrazione e i suoi luoghi di culto esclusivamente sunniti.
I Giafariti Azeri e gli Aleviti Bektashi turcomanni partecipano così al finanziamento delle moschee ed al pagamento dei salari degli imam sunniti mentre i loro luoghi di culto, non ufficialmente riconosciuti dallo Stato, non ricevono alcun finanziamento. L'islam alevita Bektashi costituisce nondimeno la seconda confessione turca dopo l'islam sunnita, che conta ufficialmente il 10-15 % della popolazione nazionale, ma secondo le fonti alevite il 20-25 %. L'islam giafarita conta ufficialmente tre milioni di credenti in Turchia.
In teoria la Turchia con il Trattato di Losanna del 1923 ha riconosciuto i diritti civili, politici e culturali delle minoranze non musulmane, ma in pratica essa ha riconosciuto le minoranze religiose greche, armene ed israelite senza tuttavia accordare loro tutti i diritti indicati nel trattato. I musulmani aleviti-bektashi e giafariti, i cattolici latini e i protestanti non sono invece riconosciuti ufficialmente.

## Lista dei presidenti
- Mehmet Rifat Börekçi (1924-1941)
- Şerafettin Yaltkaya (1941-1947)
- Ahmet Hamdi Akseki(1947-1951)
- Eyüp Sabri Hayırlıoğlu (1951-1960)
- Ömer Nasuhi Bilmen (1960-1961)
- Hasan Hüsnü Erdem (1961-1964)
- Mehmet Tevfik Gerçeker(1964-1965)
- İbrahim Bedrettin Elmalılı(1965-1966)
- Ali Rıza Hakses(1966-1968)
- Lütfi Doğan(1968-1976)
- Süleyman Ateş (1976-1978)
- Tayyar Altıkulaç (1978-1986)
- Mustafa Sait Yazıcıoğlu (1986-1992)
- Mehmet Nuri Yılmaz (1992-2003)
- Ali Bardakoğlu (2003-2010)
- Mehmet Görmez (2010-2017)
- Ali Erbaş (2017-presente)